# Gran Premi d'Hongria del 1993
Resultats del Gran Premi d'Hongria de la temporada 1993 disputat al circuit d'Hungaroring el 15 d'agost del 1993.

## Classificació
| Pos | No | Pilot                | Equip                    | Voltes | Temps/ Retirada   | Pos. de sortida | Punts |
| --- | -- | -------------------- | ------------------------ | ------ | ----------------- | --------------- | ----- |
| 1   | 0  | Damon Hill           | Williams - Renault       | 77     | 1h 47' 39. 0      | 2               | 10    |
| 2   | 6  | Riccardo Patrese     | Benetton - Ford          | 77     | + 1' 11.915 min.  | 5               | 6     |
| 3   | 28 | Gerhard Berger       | Ferrari                  | 77     | + 1' 18.042 min.  | 6               | 4     |
| 4   | 9  | Derek Warwick        | Footwork - Mugen - Honda | 76     | + 1 Volta         | 9               | 3     |
| 5   | 25 | Martin Brundle       | Ligier - Renault         | 76     | + 1 Volta         | 13              | 2     |
| 6   | 29 | Karl Wendlinger      | Sauber                   | 76     | + 1 Volta         | 17              | 1     |
| 7   | 26 | Mark Blundell        | Ligier - Renault         | 76     | + 1 Volta         | 12              |       |
| 8   | 19 | Philippe Alliot      | Larrousse - Lamborghini  | 75     | + 2 Voltes        | 19              |       |
| 9   | 15 | Thierry Boutsen      | Jordan - Hart            | 75     | + 2 Voltes        | 24              |       |
| 10  | 3  | Ukyo Katayama        | Tyrrell - Yamaha         | 73     | + 4 Voltes        | 23              |       |
| 11  | 4  | Andrea de Cesaris    | Tyrrell - Yamaha         | 72     | + 5 Voltes        | 22              |       |
| 12  | 2  | Alain Prost          | Williams - Renault       | 70     | + 7 Voltes        | 1               |       |
| Ret | 24 | Pierluigi Martini    | Minardi - Ford           | 59     | Accident          | 7               |       |
| Ret | 20 | Érik Comas           | Larrousse - Lamborghini  | 54     | Motor             | 18              |       |
| Ret | 11 | Alessandro Zanardi   | Lotus - Ford             | 45     | Caixa canvi       | 21              |       |
| Ret | 10 | Aguri Suzuki         | Footwork - Mugen - Honda | 41     | Virolla           | 10              |       |
| Ret | 21 | Michele Alboreto     | Lola - Ferrari           | 39     | Sobre escalfament | 25              |       |
| Ret | 12 | Johnny Herbert       | Lotus - Ford             | 38     | Virolla           | 20              |       |
| Ret | 22 | Luca Badoer          | Lola - Ferrari           | 37     | Virolla           | 26              |       |
| Ret | 5  | Michael Schumacher   | Benetton - Ford          | 26     | Prob. combustible | 3               |       |
| Ret | 23 | Christian Fittipaldi | Minardi - Ford           | 22     | Suspensions       | 14              |       |
| Ret | 27 | Jean Alesi           | Ferrari                  | 22     | Virolla           | 8               |       |
| Ret | 30 | Jyrki Järvilehto     | Sauber                   | 18     | Motor             | 15              |       |
| Ret | 8  | Ayrton Senna         | McLaren - Ford           | 17     | Accelerador       | 4               |       |
| Ret | 7  | Michael Andretti     | McLaren - Ford           | 15     | Accelerador       | 11              |       |
| Ret | 14 | Rubens Barrichello   | Jordan - Hart            | 0      | Accident          | 16              |       |

## Altres
- Pole: Alain Prost 1' 14. 631
- Volta ràpida: Alain Prost 1' 19. 633 (a la volta 52)